# Krasnobirka
Krasnobirka (ukr. Краснобірка) – wieś na Ukrainie, w obwodzie żytomierskim, w rejonie żytomierskim, w hromadzie Radomyśl. W 2001 liczyła 972 mieszkańców, spośród których 951 wskazało jako ojczysty język ukraiński, 18 rosyjski, 1 mołdawski, 1 węgierski, a 1 białoruski.